# Villieu-Loyes-Mollon

Villieu-Loyes-Mollon este o comună în departamentul Ain din estul Franței.